# Brotte-lès-Luxeuil
Pour l’article homonyme, voir Brotte-lès-Ray.
Brotte-lès-Luxeuil est une commune française située dans le département de la Haute-Saône, la région culturelle et historique de Franche-Comté et la région administrative Bourgogne-Franche-Comté.

## Géographie
Le village est situé à proximité de la RN 57 au sud de Luxeuil-les-Bains.

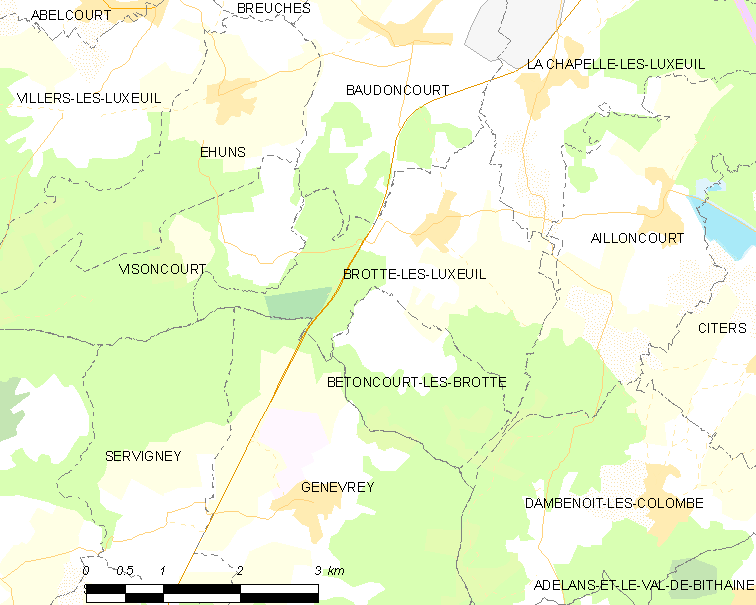
Situation de Brotte-lès-Luxeuil.

### Climat
Pour des articles plus généraux, voir Climat de la Bourgogne-Franche-Comté et Climat de la Haute-Saône.
En 2010, le climat de la commune est de type climat de montagne, selon une étude du Centre national de la recherche scientifique s'appuyant sur une série de données couvrant la période 1971-2000. En 2020, Météo-France publie une typologie des climats de la France métropolitaine dans laquelle la commune est exposée à un climat semi-continental et est dans la région climatique  Lorraine, plateau de Langres, Morvan, caractérisée par un hiver rude (1,5 °C), des vents modérés et des brouillards fréquents en automne et hiver. 
Pour la période 1971-2000, la température annuelle moyenne est de 10,3 °C, avec une amplitude thermique annuelle de 17,1 °C. Le cumul annuel moyen de précipitations est de 1 142 mm, avec 13,3 jours de précipitations en janvier et 10,3 jours en juillet. Pour la période 1991-2020, la température moyenne annuelle observée sur la station météorologique de Météo-France la plus proche, « Luxeuil », sur la commune de Saint-Sauveur à 6 km à vol d'oiseau, est de 10,8 °C et le cumul annuel moyen de précipitations est de 977,3 mm. 
La température maximale relevée sur cette station est de 38,9 °C, atteinte le 25 juillet 2019 ; la température minimale est de −25,9 °C, atteinte le 16 janvier 1966,,. 
Les paramètres climatiques de la commune ont été estimés pour le milieu du siècle (2041-2070) selon différents scénarios d'émission de gaz à effet de serre à partir des nouvelles projections climatiques de référence DRIAS-2020. Ils sont consultables sur un site dédié publié par Météo-France en novembre 2022.

## Urbanisme

### Typologie
Au 1er janvier 2024, Brotte-lès-Luxeuil est catégorisée commune rurale à habitat dispersé, selon la nouvelle grille communale de densité à sept niveaux définie par l'Insee en 2022.
Elle est située hors unité urbaine. Par ailleurs la commune fait partie de l'aire d'attraction de Vesoul, dont elle est une commune de la couronne,. Cette aire, qui regroupe 158 communes, est catégorisée dans les aires de 50 000 à moins de 200 000 habitants,.

### Occupation des sols
L'occupation des sols de la commune, telle qu'elle ressort de la base de données européenne d’occupation biophysique des sols Corine Land Cover (CLC), est marquée par l'importance des territoires agricoles (53,4 % en 2018), une proportion identique à celle de 1990 (53,4 %). La répartition détaillée en 2018 est la suivante : 
forêts (39,5 %), prairies (29,8 %), terres arables (23,6 %), zones urbanisées (3,6 %), milieux à végétation arbustive et/ou herbacée (3,5 %). L'évolution de l’occupation des sols de la commune et de ses infrastructures peut être observée sur les différentes représentations cartographiques du territoire : la carte de Cassini (XVIIIe siècle), la carte d'état-major (1820-1866) et les cartes ou photos aériennes de l'IGN pour la période actuelle (1950 à aujourd'hui).

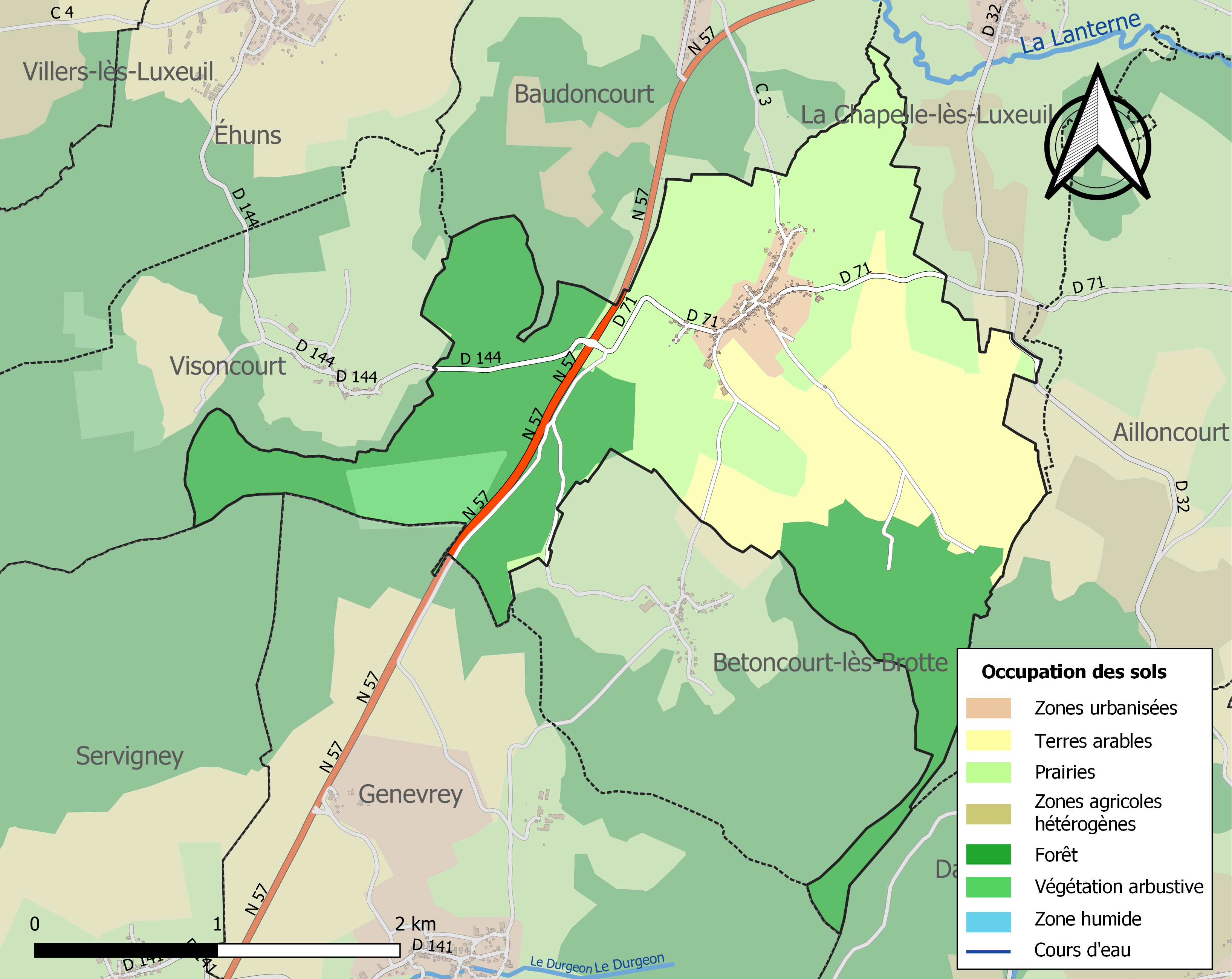
Carte des infrastructures et de l'occupation des sols de la commune en 2018 (CLC).

## Toponymie
Le nom de Brotte est d'origine germanique et dérive de « Brut » signifiant endroit rempli de broussailles, terrain humide et marécageux.

## Histoire
L'origine du village daterait entre les IXe et XIIIe siècles.

## Politique et administration

Carte départementale représentant en rouge la communauté de communes du Pays de Luxeuil.

### Rattachements administratifs et électoraux
La commune fait partie de l'arrondissement de Lure du département de la Haute-Saône, en région Bourgogne-Franche-Comté. Pour l'élection des députés, elle dépend de la deuxième circonscription de la Haute-Saône.
Elle faisait partie depuis 1801  du canton de Luxeuil-les-Bains, puis, lors de sa scission en 1985, la commune a été rattachée au nouveau canton de Saint-Sauveur. Dans le cadre du redécoupage cantonal de 2014 en France, la commune est à nouveau rattachée au canton de Luxeuil-les-Bains, qui compte désormais 12 communes.

### Intercommunalité
La commune fait partie de la communauté de communes du Pays de Luxeuil créée le 15 novembre 2001

### Liste des maires

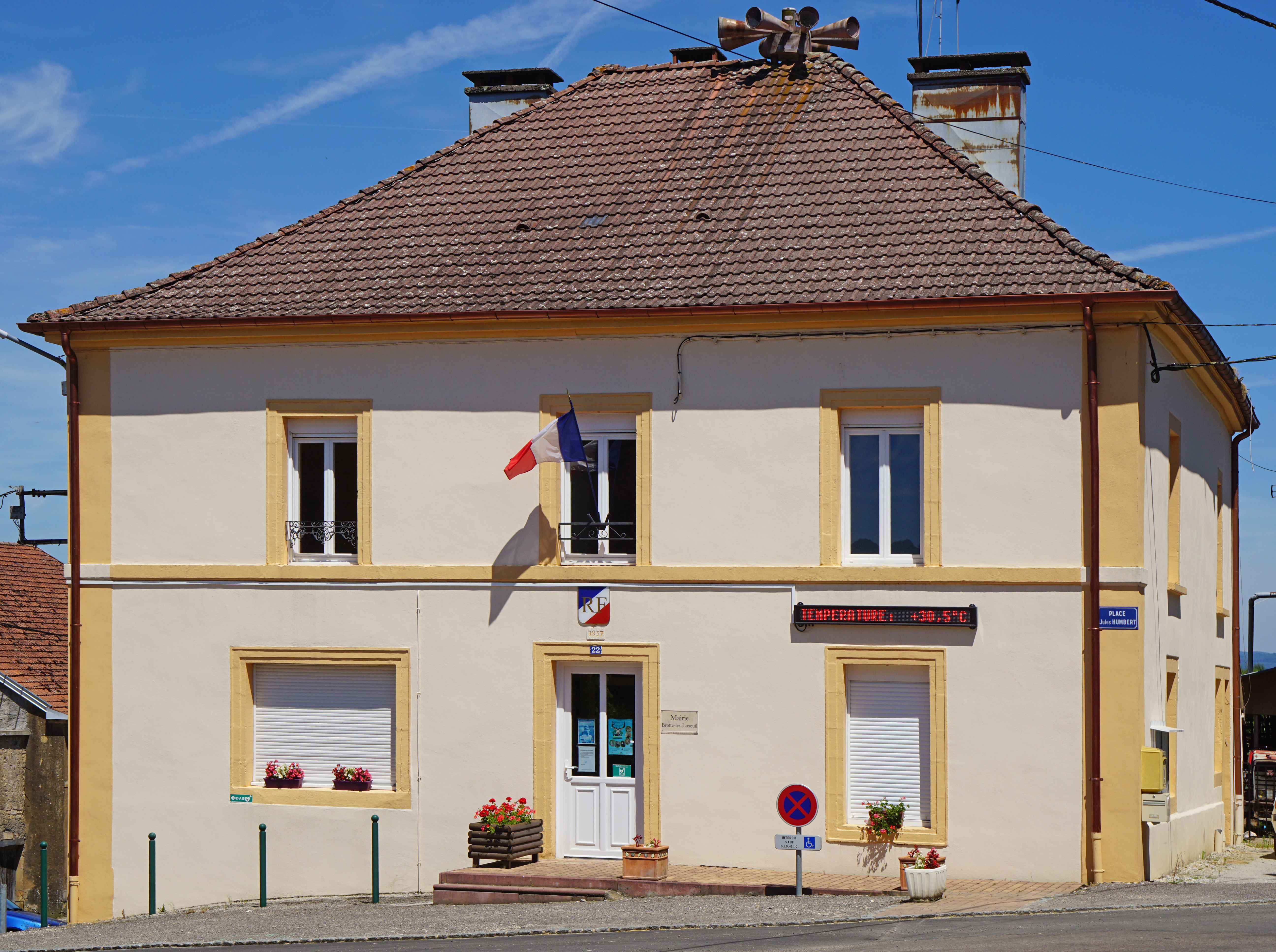
La mairie.

| Période                                  | Période                   | Identité             | Étiquette | Qualité                                                     |
| ---------------------------------------- | ------------------------- | -------------------- | --------- | ----------------------------------------------------------- |
| Les données manquantes sont à compléter. |                           |                      |           |                                                             |
| avant 1981                               | 1983                      | Daniel Jacquet       | DVG       |                                                             |
| 1983                                     | 1989                      | Gilles Martinet      |           | Ingénieur EDF Maire de La Lanterne-et-les-Armonts (2008 → ) |
| Les données manquantes sont à compléter. |                           |                      |           |                                                             |
| mars 2001                                | mars 2008                 | Joseph Franc         |           |                                                             |
| mars 2008                                | 2014                      | Martine Mangel-Selle |           |                                                             |
| mars 2014                                | En cours (au 24 mai 2020) | Bernard Gire         |           | Ancien chef d'entreprise Réélu pour le mandat 2020-2026     |

## Démographie
L'évolution du nombre d'habitants est connue à travers les recensements de la population effectués dans la commune depuis 1793. Pour les communes de moins de 10 000 habitants, une enquête de recensement portant sur toute la population est réalisée tous les cinq ans, les populations de référence des années intermédiaires étant quant à elles estimées par interpolation ou extrapolation. Pour la commune, le premier recensement exhaustif entrant dans le cadre du nouveau dispositif a été réalisé en 2006.

En 2022, la commune comptait 198 habitants, en évolution de −4,81 % par rapport à 2016 (Haute-Saône : −1,4 %, France hors Mayotte : +2,11 %).
| 1793 | 1800 | 1806 | 1821 | 1831 | 1836 | 1841 | 1846 | 1851 |
| ---- | ---- | ---- | ---- | ---- | ---- | ---- | ---- | ---- |
| 338  | 371  | 380  | 442  | 445  | 428  | 450  | 436  | 447  |

| 1856 | 1861 | 1866 | 1872 | 1876 | 1881 | 1886 | 1891 | 1896 |
| ---- | ---- | ---- | ---- | ---- | ---- | ---- | ---- | ---- |
| 368  | 385  | 368  | 338  | 333  | 341  | 340  | 323  | 315  |

| 1901 | 1906 | 1911 | 1921 | 1926 | 1931 | 1936 | 1946 | 1954 |
| ---- | ---- | ---- | ---- | ---- | ---- | ---- | ---- | ---- |
| 322  | 284  | 276  | 228  | 211  | 192  | 194  | 207  | 180  |

| 1962 | 1968 | 1975 | 1982 | 1990 | 1999 | 2006 | 2011 | 2016 |
| ---- | ---- | ---- | ---- | ---- | ---- | ---- | ---- | ---- |
| 151  | 130  | 161  | 167  | 208  | 212  | 211  | 216  | 208  |

| 2021 | 2022 | - | - | - | - | - | - | - |
| ---- | ---- | - | - | - | - | - | - | - |
| 202  | 198  | - | - | - | - | - | - | - |

## Culture locale et patrimoine

### Lieux et monuments
- L'église Saint-Martin, dont les origines datent de 1532 et qui a été agrandie en 1857[2] ;
- lavoir[2] ;

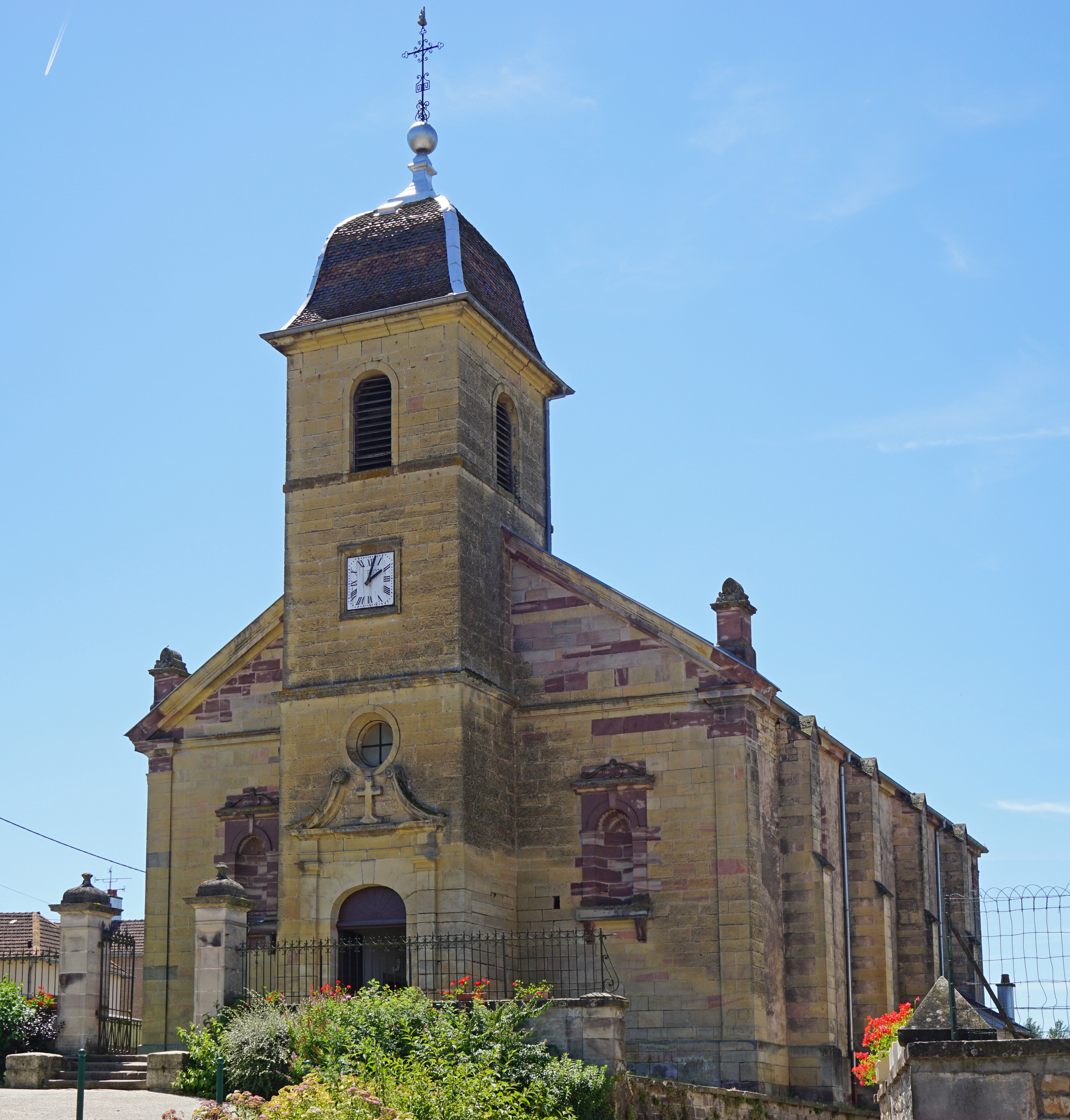
L'église.
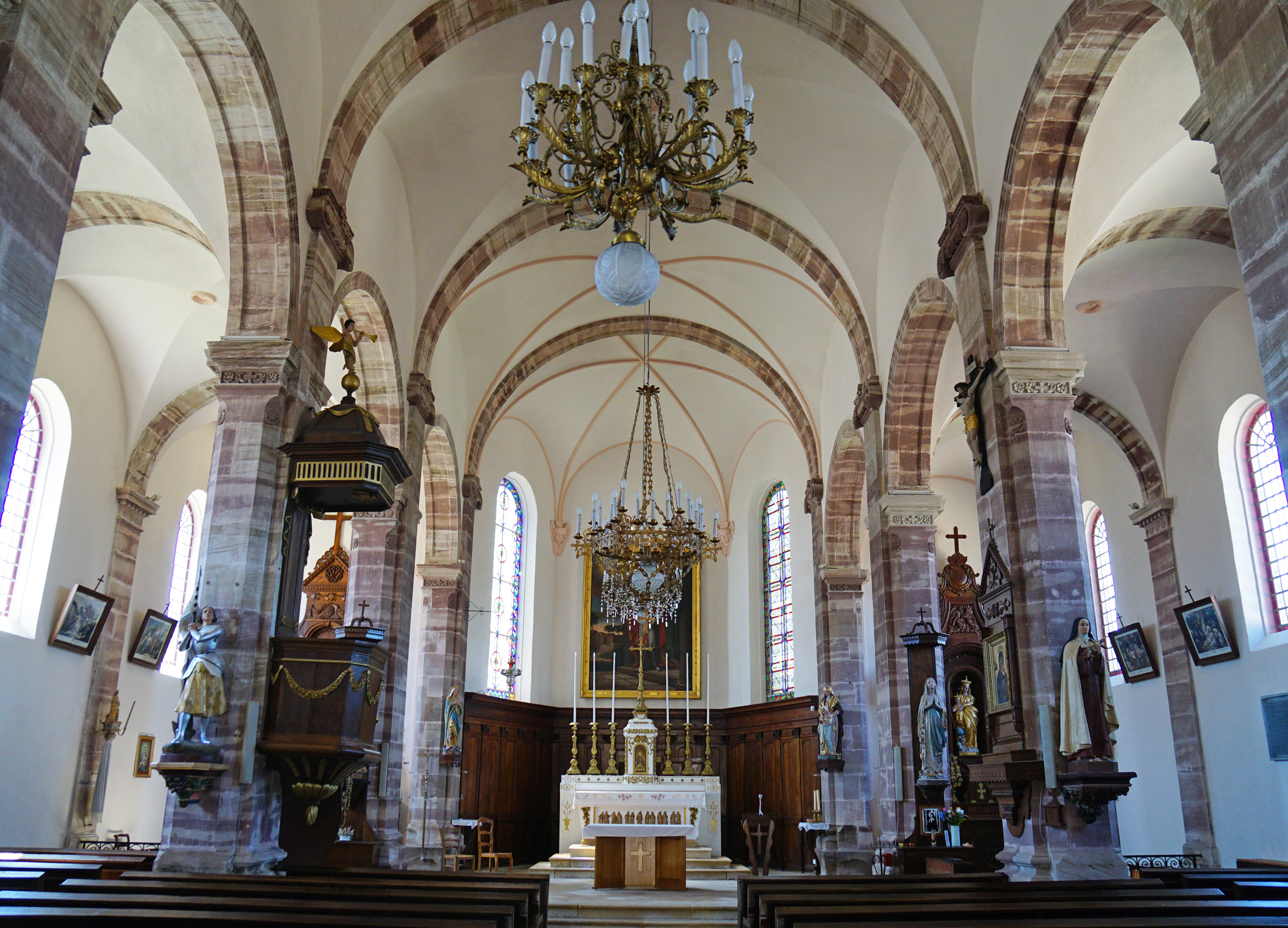
L'intérieur.
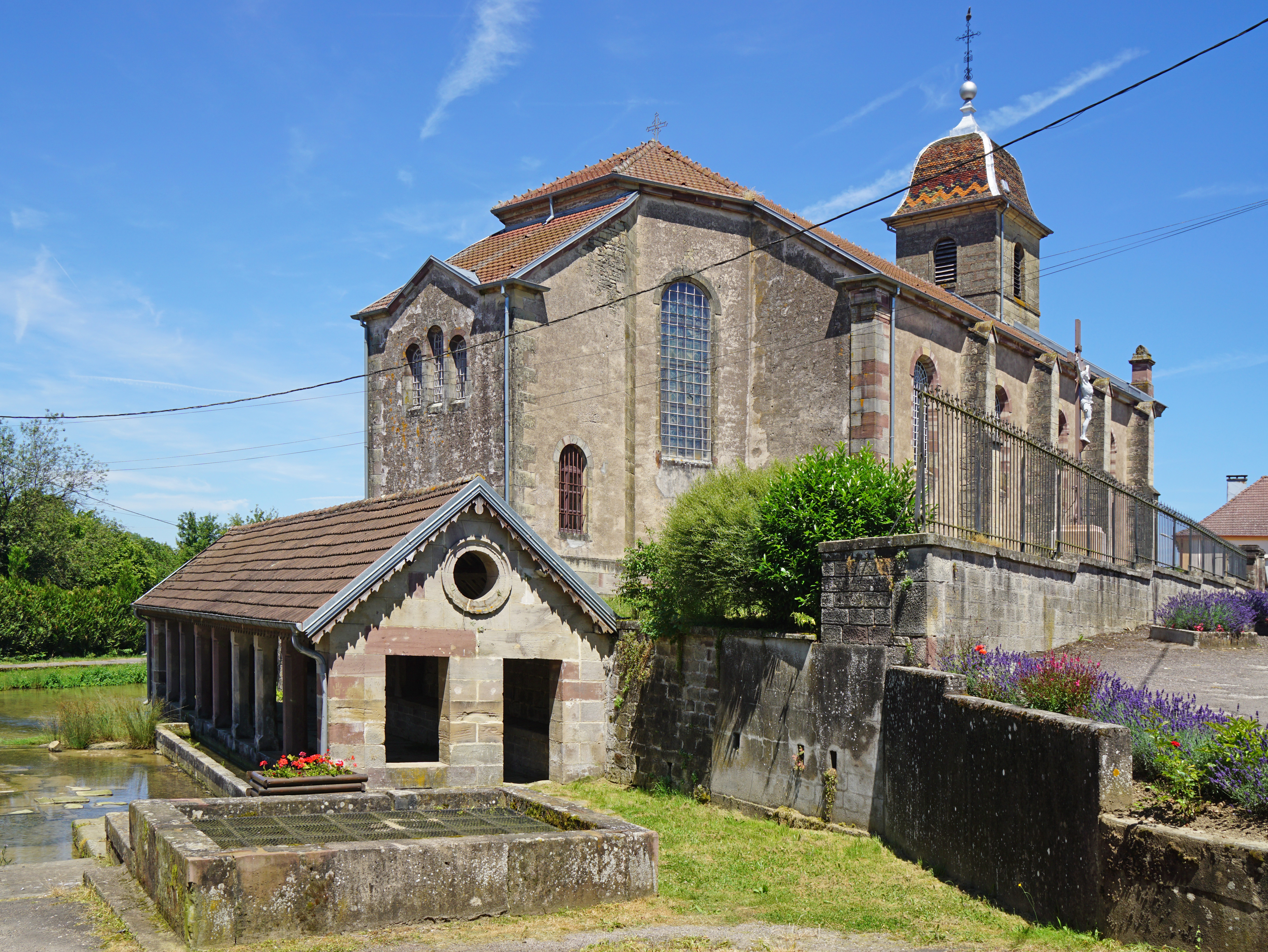
L'église et le lavoir.
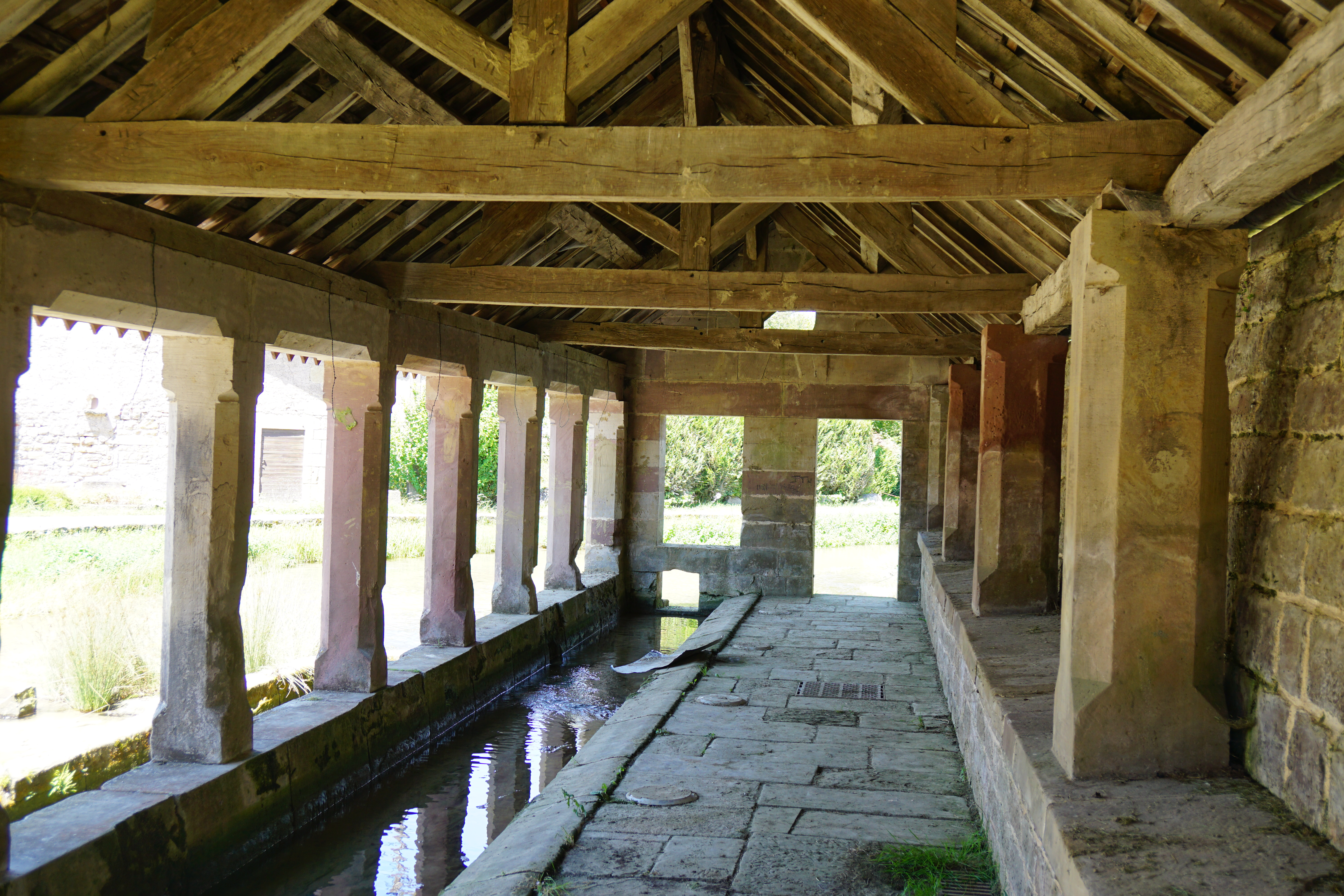
L'intérieur du lavoir.

- château, dont la construction remonterait avant le XIIIe siècle, et qui appartint à l'abbaye de Luxeuil jusqu'à la Révolution française. Propriété privée, il a été rénové à partir de 1990[2] ;
- la Vierge de la Libération, en fonte, réalisée par la fonderie d’art Antoine Durenne à Sommevoire, érigée en 1948, quatre ans jour pour jour après la libération du village, et rénovée en 2012[24].
- Croix de mission érigée en 1946, route de Bétoncourt, et rénovée en 2011[25].

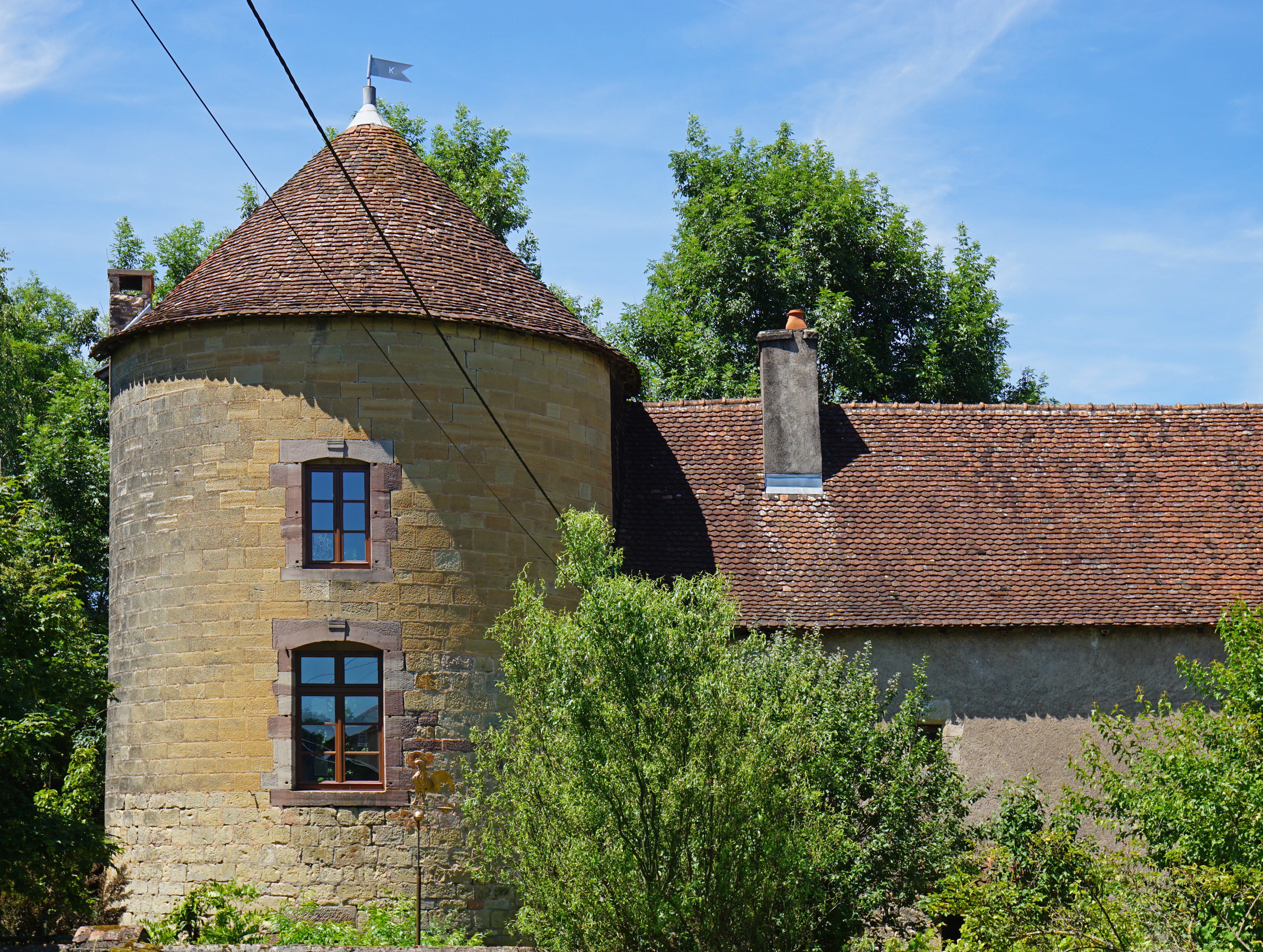
Le château.
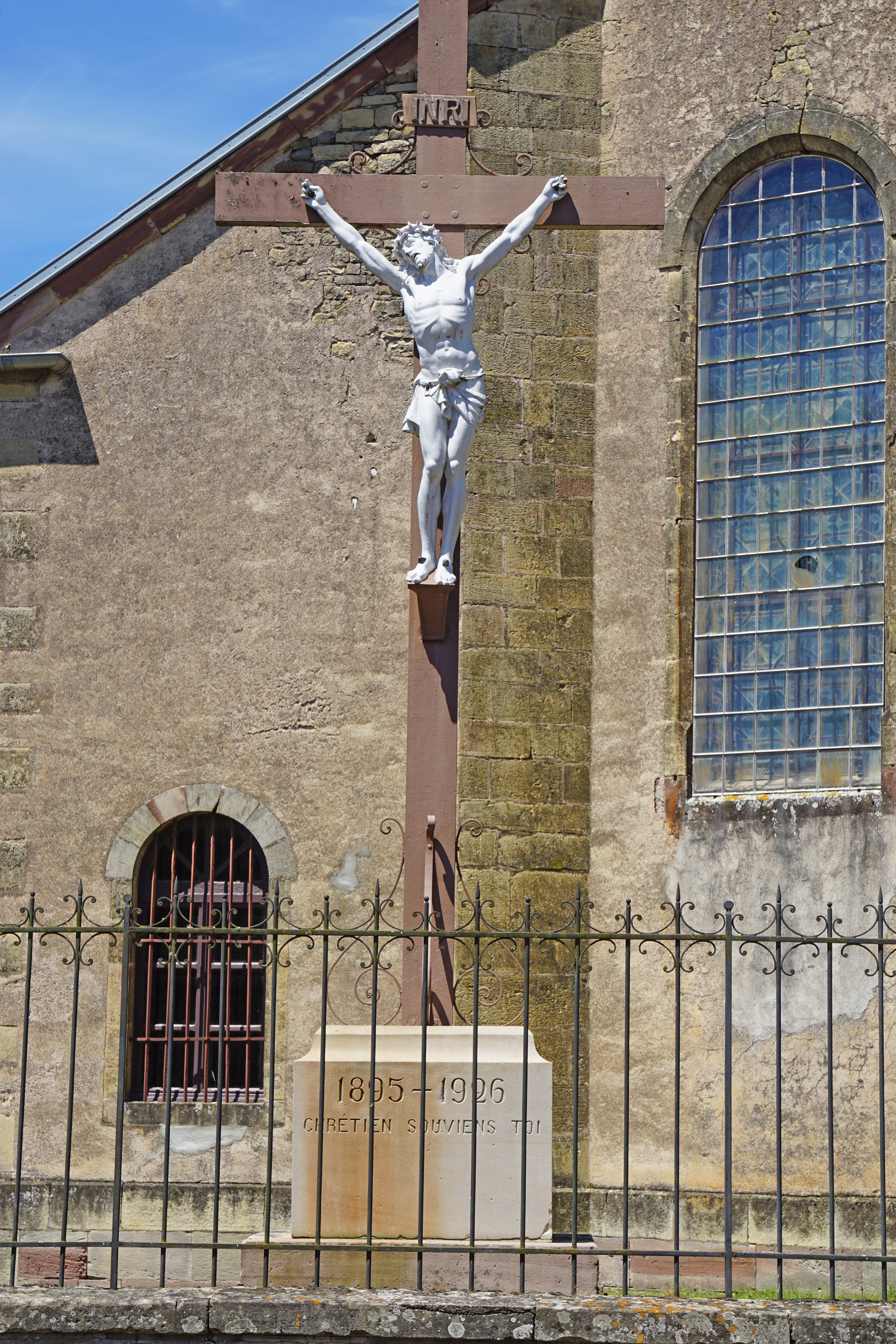
Croix.
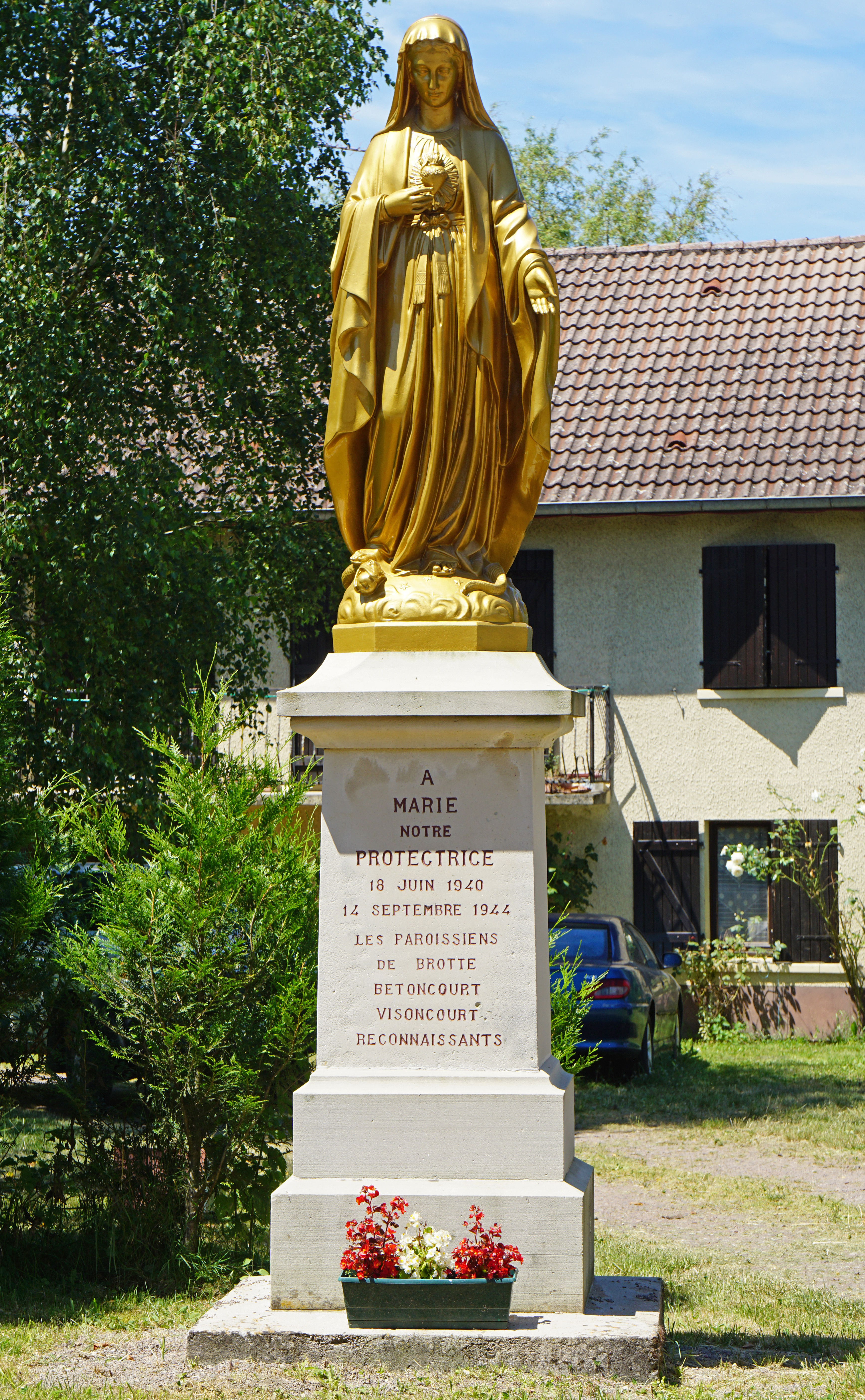
Vierge de la Libération
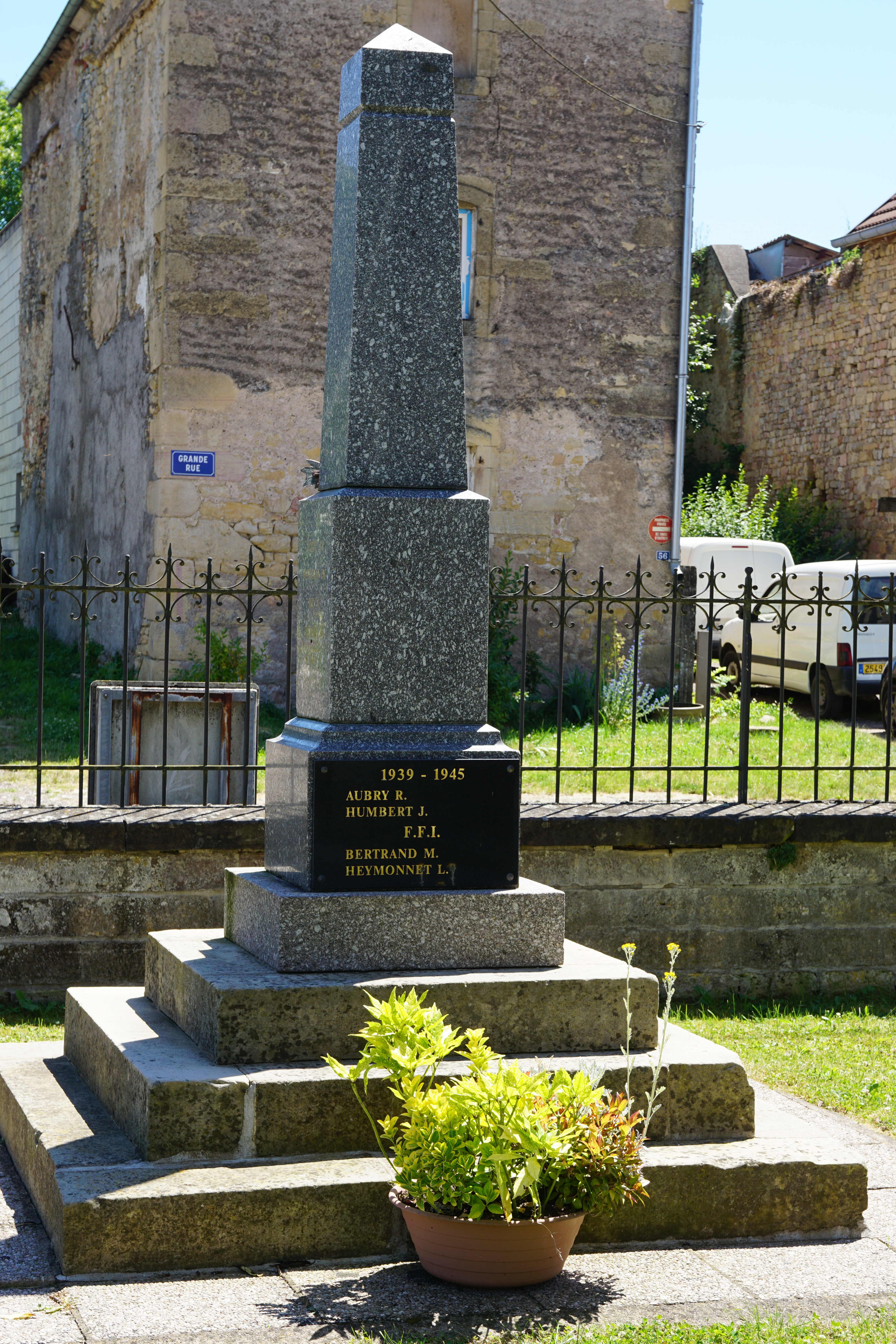
Monument aux morts.
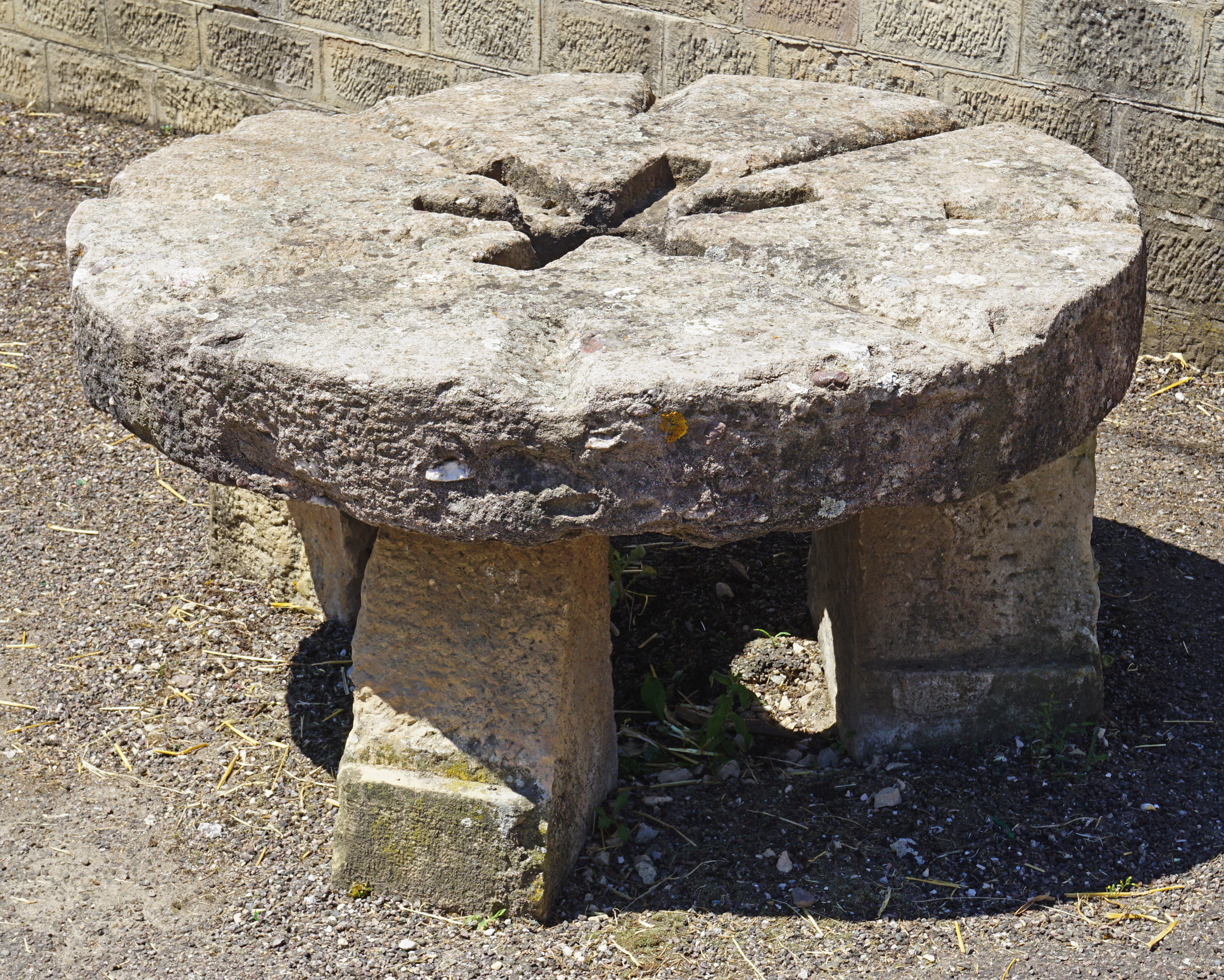
Meule.
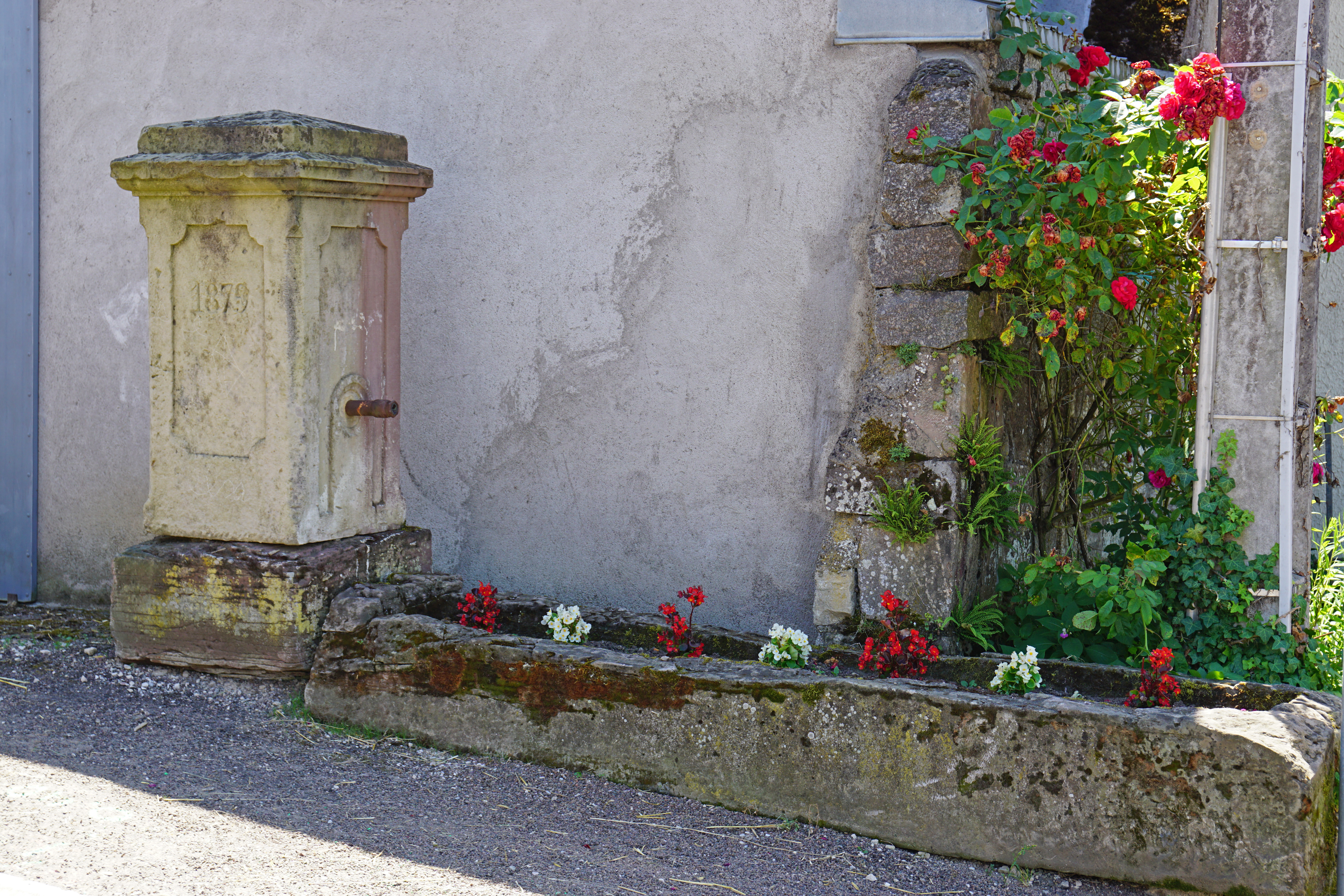
Fontaine.

### Personnalités liées à la commune
- Rol Brultey, auteur-compositeur-chanteur, possédant une vigne à Brotte-lès-Luxeuil où il produit le fameux "Bonum Brottum".

### Héraldique
| Blason de Brotte-lès-Luxeuil | Blason  | Tiercé en pairle renversé: au 1) d'or à trois têtes de lion arrachées de sable, au 2) de gueules à une grappe de raisin pamprée d'argent, au 3) d'azur à trois fasces ondées d'argent, et à un manteau de gueules sur elles brochant, et à une épée basse d'or brochant à son tour sur le tout |
| Blason de Brotte-lès-Luxeuil | Détails | Création J-F Binon. utilisation sur documents de Mairie, 2021. |